# 手帕准则

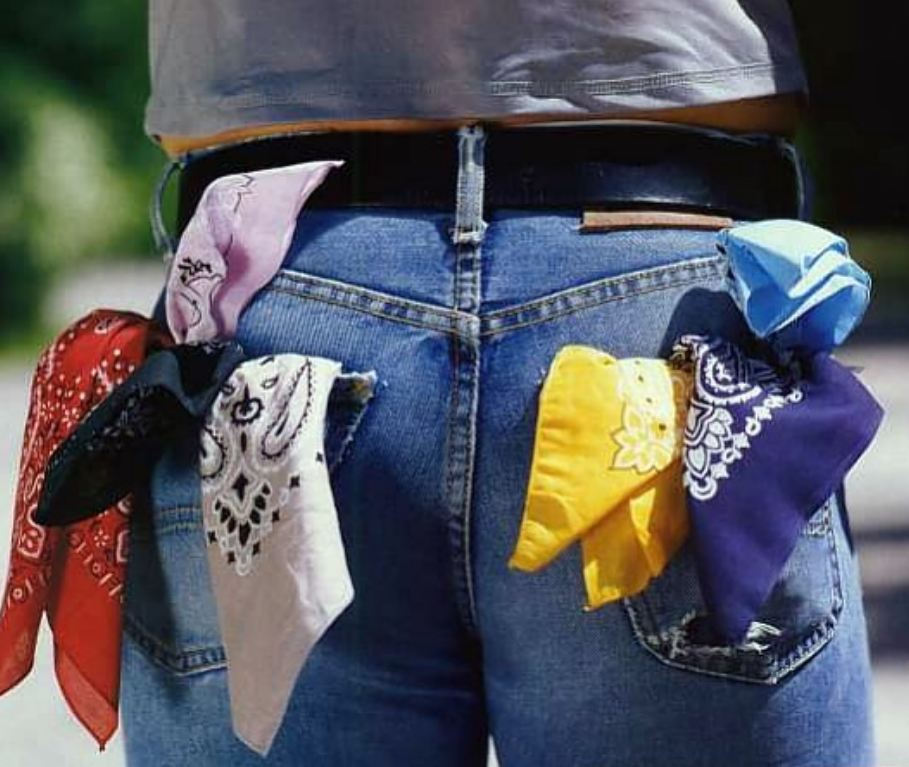

手帕准则或头巾准则是一种在美国、加拿大及欧洲通常于男同性恋、寻欢者或皮绳愉虐中皮革次文化的实践者的指示系统，通过不同颜色的手帕或头巾来表明恋物取向、希望获得何种性体验以及所担当的角色（主动或被动）。这个准则在1970年代就以广泛被同性恋及双性恋者所接受，进而受到其他性向的接受。
现今，在裤子后袋或腰带处佩戴彩色的手帕或头巾是一种表明欲望和恋物取向的交流方式。将手帕或头巾佩戴在左侧通常表明佩戴者的角色为“主动”（俗称‘攻’，即在恋物实践中行为的执行方），而将其佩戴在右侧则表示佩戴者的角色为“被动”（俗称‘受’，即在恋物实践中行为的接受方）。这个习俗源自以前皮革次文化表示角色的方式：将钥匙挂在左侧的腰带束带（粤语称做‘耳仔’）上表明自己担当“主动”角色，而挂在右侧则表明自己为“被动”角色。在过去，头巾也可能会被系在脖子周围（用打结的方向来区分）或是系在脚踝周围（着靴或未有穿衣时），也可能是系在身体的其他位置。
手帕准则并没有一个统一的颜色标准，不同地区的手帕准则在细节方面也可能会有所不同。但是一些颜色所指代的取向更为公认，特别是颜色和行为有联系的行况下，比如黄色代表恋尿、棕色表示嗜粪，以及黑色表示性虐恋。但共识也并不是绝对的。

## 起源

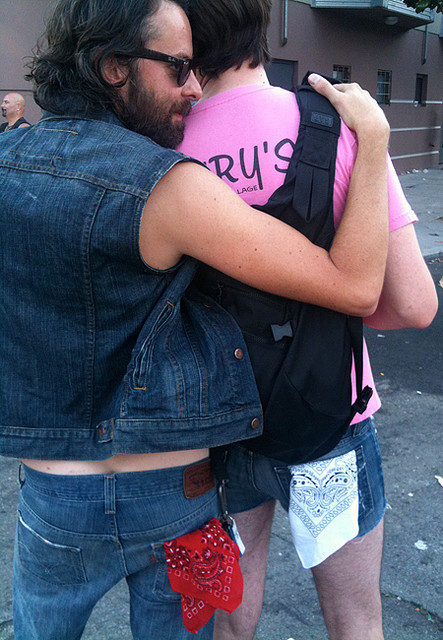

十九世纪中叶起，美国西部的牛仔、蒸汽机车工程师及矿工中开始流行在脖子周围系头巾。男同性恋开始围头巾被认为是起源自加利福尼亞淘金潮后的三藩市，当时由于女性人数不足，男性聚在一起跳方块舞。这样就诞生了一个习俗：戴蓝色头巾的男性在舞蹈中充当男性的角色，而戴红色头巾的男性在舞蹈中充当女性的角色（头巾通常是系在手臂上、挂在皮带上或是塞在牛仔裤后袋）。也有理论称现代的手帕准则起源於1970年晚期、1971年初的纽约市，当时《乡野之声》（The Village Voice）的记者开玩笑似的说道，相比把钥匙挂在腰带束带上来指示角色还不如用不同颜色的手巾更有效率。

## 流行文化
- 美剧火线救援（Rescue Me）的一个角色被几个男同性恋登门拜访，只因为在纽约市消防局的日历中他无意间在裤子后袋里塞了条黄色头巾，而他对此所表达的含义浑然不知。
- 加拿大视觉摇滚音乐家PEACHES有一首以手帕准则命名的单曲（Hanky Code），在歌词中她写出了手帕准则的传统以及不同颜色代表的含义。
- 艾尔·帕西诺在1980年代出演的电影《虎口巡航》（Cruising）中，主角由于在混进同志酒吧时带错了手巾而受到评论的批评。
- 德国喜剧《杀手安全套》（Kondom des Grauens）中一名警官欲混入一家同性恋酒吧，在听了一名男同性恋建议其在裤子右后口袋塞一块黄色手巾，后被淋尿。

## 示例
第一个表格摘录自賴瑞·唐森的《皮革男指南（第二版）》（于1983年出版；出版于1972年的第一版并没有包含这个表格），因此可能比大部分网站更权威。这个表格依旧依照佩戴的方位来表示参与者所期待的角色。代表身体穿洞的紫色仅仅代表有此性愛行动的兴趣（通常佩戴者的身上已有穿洞或穿环），并不意味着在性行为中手帕佩戴者愿意接受穿环。
| 颜色   | 含义                                           |
| ------ | ---------------------------------------------- |
| 黑色   | 性虐恋                                         |
| 红色   | 拳交                                           |
| 深蓝色 | 肛交                                           |
| 淡蓝色 | 口交                                           |
| 黄色   | 恋尿                                           |
| 棕色   | 嗜粪                                           |
| 绿色   | 妓男/妓女                                      |
| 橙色   | 可接受不同形式的性愛行动（但不一定是和任何人） |
| 紫色   | 有身体穿环的兴趣                               |
| 灰色   | 捆绑与束缚                                     |

以下长列表内容一部分出自网络，可能会有臆想成分，在现实中也未必实用。不过LGBT皮革次文化店内销售的头巾都会附赠一张免费的卡片以阐述其含义，以下表格一大部分来源于此。这个表格依旧依照佩戴的方位来表示参与者所期待的角色（性愛及虐恋行动）。由于地域原因，不一定每一个都绝对正确。
| 颜色             | 含义                                                     | 实践中 |
| ---------------- | -------------------------------------------------------- | --- |
| 黑色             | 重度性虐恋                                               | 表明佩戴者对重度SM有兴趣，特别是鞭打。                                                                                       |
| 红色             | 拳交                                                     | 左侧：行为发起者；右侧：行为接受者。                                                                                         |
| 黄色             | 恋尿                                                     | 左侧：排尿者；右侧：被淋尿者。                                                                                               |
| 灰色             | 捆绑与束缚                                               | 行动中涉及到绳子、手铐或者其他约束“被动”角色行动能力的工具。在一些地方则代表着轻度SM（与代表黑色的重度SM相比）。             |
| 白色             | 安全性行为（黑白格子色的头巾也可代表同样意思）或仅限手淫 | 行动内容仅限安全性行为，或是互相自慰。在一些地方，如果佩戴者是皮革恋物者，则代表是“普通性行为”但不接受皮绳愉虐。             |
| 淡蓝色           | 口交                                                     | 左：接受方（愿意接受他人口交）；右：实施方（愿意为他人口交）。                                                               |
| 海军蓝           | 肛交                                                     | 左：愿意实施（主动）；右：愿意被插入（被动）。                                                                               |
| 淡粉红色         | 假阴茎                                                   | |
| 炭黑色           | 乳胶制品及PVC制品类恋物                                  | [ note 1 ] |
| 蓝色             | 恋制服                                                   | 例如警服 |
| 蓝绿色           | CBT（阴茎及睾丸折磨）                                    | |
| 土黄色           | 模拟军人发生性关系（恋制服）                             | 类似身着制服。 |
| 土褐色           | 军人                                                     | 左：主动；右：被动。 |
| 黄绿色           | 男妓                                                     | 左：男妓；右：招妓者。 |
| 深绿色           | 猴熊关系                                                 | 左：寻找“猴”伙伴；右：寻找“熊”或“狼”伙伴。（英文中称作“父子关系”，但并非是真正的亲属关系，也不属于角色扮演）                 |
| 薄荷绿           | 年龄扮演                                                 | 左：寻找充当行动中“男婴/女婴”角色的伙伴；右：寻找行动中充当“母亲”角色的伙伴。（属于角色扮演）                                |
| 棕色             | 嗜粪                                                     | |
| 土棕色           | 重度性体验                                               | 例如在身体上留下烙印；或者是指有悖伦理道德的性行为例如动物恋和娈童恋，不过有人说这仅仅是玩笑。                               |
| 橙色             | 极少限制                                                 | 左：佩戴者为主动方，愿意随时进行性行为或是虐恋行为；右：既可以表示佩戴者是被动方，也可以表示佩戴者只是“看看而已，并不参与”。 |
| 绿松石蓝         | 69式                                                     | |
| 靛蓝色           | 水中行动                                                 | 在水中发生性行动，比如浴缸、淋浴房或游泳池。（通常涉及群交）                                                                 |
| 青柠色           | 人体盛                                                   | 将食物放置于人体并进食。 |
| 岩棕色           | 摩托车手                                                 | 表示佩戴者希望性行为中会有摩托车为道具，或是有一个或多个车手。                                                               |
| 淡紫色           | 恋脐                                                     | |
| 深紫色           | 虐乳                                                     | |
| 洋红             | 舐腋                                                     | 左：愿意舔舐腋下；右：愿意被舔舐，或是腋下多毛（女性）。                                                                     |
| 紫红色           | 打屁股                                                   | 左：愿意摑打；右：愿意被摑打。                                                                                               |
| 紫色             | 身体穿环                                                 | 左：愿在性欲刺激中给他人穿环或已有身体穿环；右：愿在性欲刺激中被穿环或愿与有身体穿环者发生关系。                             |
| 薰衣草色         | 異性裝扮                                                 | |
| 珊瑚色           | 恋足                                                     | 左：愿意被舔舐；右：愿意舔舐。                                                                                               |
| 秋麒麟草黄       | 家伙大                                                   | |
| 金色             | 三角家庭                                                 | 左：已有两人，寻找另一个伙伴；右：寻找两个伙伴。                                                                             |
| 砖红色           | 血液行为                                                 | 刻意摑打屁股直到流血。 |
| 沙黄色           | 汗液及眼泪                                               | 饮下汗液及眼泪，以及用作润滑剂。                                                                                             |
| 杏色             | “猪”                                                     | 类似猴熊关系中的“熊”，不过更胖。                                                                                             |
| 桃色             | 愿与其他“熊”或“猪”发生关系的“熊”或“猪”                   | |
| 淡黄色           | 吐痰/唾液                                                | 左：施行者；右：接受者。 |
| 米黄色           | 舔肛                                                     | |
| 棕褐色           | 烟草行为                                                 | 左：希望找到性行为中吸烟的伙伴；右：表明在性行为中吸烟（也可能表示会将烟或是雪茄插入他人身体中）。                           |
| 褐色             | 动物扮演                                                 | |
| 深红色           | 双手肛门拳交                                             | |
| 迷彩色           | 户外                                                     | 例如野营时。 |
| 条纹格式花纹     | 都市户外                                                 | 例如在公园。 |
| 菱形花纹         | 极客                                                     | 左：极客；右：对极客感兴趣。                                                                                                 |
| 装饰性小桌布     | 公厕性行为                                               | 在公共厕所中发生性行为。 |
| 金色绸缎         | 健美                                                     | 左：体型健美者；右：希望和体型健美者发生关系。                                                                               |
| 银色绸缎         | 与明星发生关系                                           | 左：摇滚明星、名人或男性追星组；右：愿意和摇滚明星、名人或男性追星组发生关系。                                               |
| 黑色皮制头巾     | 皮革次文化                                               | |
| 黑色绒质头巾     | 录像                                                     | 左：愿意在性行为中录像；右：愿意在性行为中出现在镜头中。                                                                     |
| 骷髅头头巾       | 恋服装                                                   | 左：愿在性行为中穿着（非军装式）服装；右：愿与在性行为中穿着（非军装式）服装的人发生关系。                                   |
| 灰色法兰绒头巾   | 正装迷恋                                                 | 左：性行为中喜着正装、领带；右：喜欢和着正装、领带的人发生关系。                                                             |
| 犬牙织纹         | 咬人                                                     | 左：喜欢咬人；右：喜欢被人咬。                                                                                               |
| 黑白象棋格子花纹 | 安全性行为                                               | 比如摩擦，互相自慰，以及镜前脱衣舞。                                                                                         |
| 镀铬制品         | 帮派性行为                                               | （角色扮演）左：帮派成员；右：帮派成员的手下。                                                                               |
| 格子花纹         | 金发、红发恋                                             | 左：天然金发/红发；右：喜欢金发、红发的人。                                                                                  |
| 婴儿毛毯         | 年龄扮演或是扮婴癖                                       | 例如喜欢从奶瓶里喝水，喜欢穿尿布。                                                                                           |

## 进阶阅读
- 1956-, Jacques, Trevor; Michael, Hamilton; Sniffer.  1st ed. Toronto: WholeSM Pub. 1993. ISBN 1895857058. OCLC 27678091.